# Univerzita v Aberdeenu
Univerzita v Aberdeenu (anglicky: University of Aberdeen) je veřejná výzkumná univerzita ve skotském městě Aberdeen. Byla založena roku 1495 (jakožto King's College). Je pátou nejstarší univerzitou v anglicky mluvícím světě. Sehrála velkou úlohu v 18. století, kdy byla jedním z míst, kde se rozvíjelo skotské osvícenství. V současné podobě vznikla v roce 1860, když se King's College sloučila s Marischal College, jež byla založena v roce 1593 jako protestantská alternativa. Univerzitní kampus Foresterhill se nachází vedle královské nemocnice Aberdeen a sídlí v něm Lékařská a stomatologická fakulta a Škola lékařských věd. Společně tyto budovy tvoří jeden z největších zdravotních areálů v Evropě. V roce 2023 na ní studovalo 15 000 studentů.